# Лагерь национального объединения
Лагерь национального объединения (пол. Obóz Zjednoczenia Narodowego, OZN, в просторечии OZON) — польская правительственная политическая организация «пилсудчиков», выполнявшая функции правящей партии. Существовала с 1937 по 1939 год.
О создании организации объявил 21 февраля 1937 по радио Адам Коц от имени маршала Эдварда Рыдз-Смиглы. Действовала на всей территории Польши, в том числе Западной Беларуси и Западной Украины. В 1938 насчитывала 100 тысяч членов.

## Идеология
Официальным пропагандистским лозунгом ЛНО стало требование повысить обороноспособность государства, объединение всех польских сил для совместных действий, усиления развития Польши. Благосостояние личности ставилось в зависимость от благосостояния государства. Текущие трудности объяснялись недостаточным использованием и координацией сил польского народа.
Авторы концепции отмечали, что ЛНО — политическая организация, созданная для управленческой роли в государстве и должна быть связана с каждым правительством. В качестве общественной организации ЛНО должен был создать движение для перестройки польского общества.
Ставилась цель консолидации польского общества в национальное движение и координации его деятельности с правительством. В партийной пропаганде превозносилась роль армии и главнокомандующего. В деятельности организации прослеживались фашистские и антисемитские тенденции, однако руководство не сотрудничало с немецкими нацистами.

## Структура
ЛНО был жёстко централизован и создавался сверху и опирался на принцип авторитета руководителей с учетом воли рядовых членов («управленческой демократии») по принципу «плановая групповая деятельность под руководством вождя при активном сотрудничестве граждан».
Первые кадры партии формировались путём подбора. Членами считались все лица, участвовавшие в Варшавском съезде 1 марта 1937 г., а также приглашенные к сотрудничеству на первые локальные собрания до создания округа или отдела. Членами могли стать только этнические поляки с хорошей репутацией. На территории Западной Белоруссии и Украины обеспечивала руководящую роль этническим полякам.
Во главе партии стоял шеф и его заместители, при котором действовал Главный совет и Президиум. В рамках ЛНО существовала верификационная и ревизионная комиссии, товарищеские суды, бюро расследований и планирования, шеф штаба партии. Регламентом были охвачены сфера деятельности и функции территориальных властей.
Территориальное построение партии фактически соответствовало административному делению государства. ЛНО делилась на округа, поветовые и местные отделения. Округа в основном покрывались с границами воеводств, поветовые ячейки — с границами сельских или городских поветов. Местные и поветовые отделы не делились на меньшие единицы, состоявшие из местных кружков и групп или только групп. Каждый член принадлежал к соответствующему местному отделению согласно месту проживания или работы. Решения о распределении принимало руководство организации. В городах, где не было отделений, члены непосредственно подчинялись поветовым. Во главе округов стояли председатели, которые назначались шефом лагеря.